# Devil Summoner: Soul Hackers
Devil Summoner: Soul Hackers (デビルサマナー ソウル ハッカーズ Debiru Samanā Sōru Hakkāzu?) är ett datorrollspel som utvecklades och gavs ut av Atlus. Det gavs först ut till Sega Saturn den 19 november 1997, och porterades till Playstation den 8 april 1999. En nyversion släpptes till Nintendo 3DS den 30 augusti 2012 i Japan, den 16 april 2013 i Nordamerika, och den 20 september 2013 i Europa; detta är den enda versionen av spelet som har givits ut utanför Japan. Spelet är den andra delen i spelserien Shin Megami Tensei: Devil Summoner, som är en spinoff från Shin Megami Tensei-serien, som i sin tur är en del av den större serien Megami Tensei.
Spelaren tar rollen som en ung man som tillsammans med sin vän Hitomi är med i hacking-gruppen Spookies. Gruppen är baserad i den fiktiva högteknologiska staden Amami City i Japan; via datornätverket i Amami kan de komma åt den virtuella världen Paradigm X. Spelet spelas från första person, och går till stor del ut på att spelaren navigerar genom labyrintiska områden och slåss både med och mot demoner. Allierade demoner har olika typer av personligheter som påverkar vilka typer av kommandon de är villiga att lyda i strid; för att få dem att lyda måste spelaren bygga upp deras lojalitet. 
Spelets figurer designades av Megami Tensei-figurdesignern Kazuma Kaneko, scenariot skrevs av Masumi Suzuki och Yusuke Gonda, och art direction sköttes av Eiji Ishida. Musiken komponerades av Shōji Meguro, Toshiko Tasaki och Tsukasa Masuko; Meguro fann projektet tröttsamt och var inte nöjd med hur Sega Saturn-hårdvaran fick vissa ljud att låta. På grund av spelets status som spinoff hade utvecklarna mer frihet i hur det skulle utformas än vad de hade när de arbetade på Shin Megami Tensei-serien; exempelvis är spelets dungeons mer öppna än de i tidigare spel. Nintendo 3DS-versionen av spelet har fått till stor del positiv kritik, både i Japan och internationellt, och var det 101:e bäst säljande datorspelet i Japan år 2012.

## Spelupplägg
Soul Hackers är ett datorrollspel som ses i första person. Spelaren tar sig igenom dungeons – labyrintiska områden – där hen löser pussel och slåss mot fientliga demoner i turordningsbaserade strider. Spelaren har alltid en till två mänskliga figurer i sin trupp, och har dessutom möjligheten att frambesvärja upp till fyra demoner som slåss på spelarens sida; för att göra detta används spelarfigurens gun-type PC (även kallad Gun Computer, och förkortat GUMP eller COMP) – en kombination av en pistol och en dator, som både kan användas som en vanlig pistol i strid och för att frambesvärja demoner som är lagrade på den. Spelaren får tillgång till demoner genom att istället för att slåss välja att tala med fientliga demoner och förhandla med dem om deras tjänstgöring; de här förhandlingarna kan involvera att svara på frågor från demonerna, att skrämma dem, eller att ge dem föremål de vill ha. Spelaren kan genomföra demonfusioner, vilket även har förekommit i flera tidigare Megami Tensei-spel; det är en funktion där spelaren smälter samman flera av sina allierade demoner till en enda demon. Den resulterande demonen ärver förmågor från de demoner som användes för att framställa den.
I strider måste spelaren hantera sina allierade demoner olika beroende på deras personligheter, livsåskådningar och förmågor: exempelvis föredrar en vänlig demon att använda helande eller försvarande magi, medan sluga demoner föredrar att på egen hand anfalla fiender. Om spelaren ger en demon en order om att använda en förmåga den inte vill använda finns det en risk att den vägrar och gör något annat istället, eller att den inte gör något över huvud taget. Demoner med olika livsåskådningar kan vägra att samarbeta med varandra. För att motverka detta kan spelaren bygga upp sina allierade demoners lojalitet; detta görs genom att ge dem gåvor och genom att låta demonerna själva välja vad de ska göra i strid. Genom att delta i strider, eller genom att byta till sig det på en speciell marknadsplats, får spelaren tillgång till magnetit, som är en typ av bränsle för demoner; om spelaren får slut på magnetit börjar de demoner som spelaren för närvarande har frambesvurna att ta skada.

## Handling

### Miljö och figurer
Spelet utspelar sig i den fiktiva lilla japanska hamnstaden Amami City. Företaget Algon Soft har gjort Amami till sitt högkvarter, vilket har lett till att teknologin i staden snabbt har uppgraderats; Algon Soft har kopplat upp varje hem och företag i Amami till stadens nya datornätverk för att demonstrera hur en "morgondagens stad" kan fungera. Japans regering imponeras och ger Algon Soft tillstånd att utvidga nätverket över resten av Japan under de kommande åren. Spelet utspelar sig även i den virtuella världen Paradigm X på Algon Softs server, där befolkningen i Amami bland annat kan umgås i en virtuell stad, besöka virtuella attraktioner och spela hasardspel.
Spelarfiguren är en ung man som är med i hacking-gruppen Spookies, som grundades av en man som kallar sig Spooky; gruppen består utöver spelarfiguren och Spooky av Six, Lunch, Yu-Ichi, och spelarfigurens vän Hitomi Tono (遠野瞳 Touno Hitomi?). Gruppen hackar stadens nätverk främst för skojs skull eller för att spela harmlösa spratt, men Spooky hyser agg mot Algon Soft. Bland andra viktiga figurer finns demonen Nemissa (ネミッサ?) som Hitomi har blivit besatt av; varelsen Kinap (レッドマン Reddoman?) som lär spelarfiguren att ta sig in i nyligen avlidna personers själar; och demonframbesvärjarna Urabe Kouichirou (卜部広一朗 Kouichirou Urabe?), Judah Singh (ユダ・シング Yuda Shingu?) och Naomi (ナオミ?).

### Intrig
Spelet börjar med att spelarfiguren och Hitomi hackar en server via en datorterminal, och skriver in spelarfigurens namn i listan över de som kommit in på betan av Algon Softs virtuella värld Paradigm X. En röst som kallar sig Kinap hörs; han säger att spelarfiguren är i fara och råder honom att fly. De lämnar terminalen och kontaktas av Spooky, ledaren över hacking-gruppen Spookies, som sammankallar dess medlemmar. Spooky visar dem en pistolformad dator; han har blivit förföljd sedan han köpte den, så han går till affären han fick den från för att undersöka saken, och låter spelarfiguren och Hitomi vakta Spookies-högkvarteret. För att fördriva tiden besöker de Paradigm X, och får reda på att Paradigm X snart ska öppnas för allmänheten. På väg ut möter de ett ljussken som vill ta deras själar. Kinap räddar dem, och varnar att Amamis invånares själar riskeras tas av ljuset; han kan inte själv förhindra det, men bjuder in spelarfiguren på ett vision quest. I visionen åker en man vid namn Urabe till Algon NS-byggnaden på uppdrag från Kinap, för att flytta programmet Nemissa från en terminal till sin pistolformade dator, som han kallar en "COMP". Efter att ha fört över Nemissa upptäcks han av en man vid namn Finnegan och dödas. Spelarfiguren vaknar hos Spookies, och låser upp COMP:en. Ett ljusklot flyger ut från den och in i Hitomi; det talar genom hennes kropp, och säger sig vara demonen Nemissa. Då hon inte kan röra sig utan en kropp tog hon sig in Hitomis; både Nemissa och Hitomi kan använda kroppen.
Spookies-medlemmarna Six och Lunch anländer med en CPU som de ersätter den förinstallerade Krypto-processorn på Spookies dator med. Spooky ringer upp spelarfiguren, och säger att han är i Algon NS och att det är fullt av demoner där. Spookies tar sig dit, och möter demonframbesvärjaren Carol J.. Han ser spelarfigurens COMP och inser att han är en frambesvärjare; han säger att då spelarfiguren inte är med i Phantom Society måste han dö. Spelarfiguren och Nemissa besegrar Carol J. i strid; han flyr och tappar en lapp med adressen till Phantom Societys webbportal. De hittar Spooky, som var i Algon NS då den han köpte COMP:en av hade hittat den vid byggnaden. De återvänder till högkvarteret, och läser på webbportalen att sällskapet i hemlighet samlar själar medan demoner tar sig till Amami; de ser även en notis om att sällskapets träningsplats Sea Ark har öppnats, och att Carol J. ska ge ett "live-framträdande" på astrologimuseet. Six undersöker Sea Ark och berättar att det är det hotell som håller på att byggas i Amami Bay; han säger att det verkar vara färdigbyggt, men att byggnadsarbetet påstås fortfarande pågå, och att han och Yu-Ichi därför tänker undersöka vidare. Spelarfiguren och Nemissa tar sig till museet och möter Carol J., vars frambesvurna demon Moowis trotsar honom och tar över hans kropp; den försöker ta spelarfiguren och Nemissas själar, men de besegrar den i strid. Den lämnar Carol J.:s kropp och försöker ta över Hitomis; som följd lär sig Nemissa att fysiskt ta sig in i Paradigm X.

## Utveckling

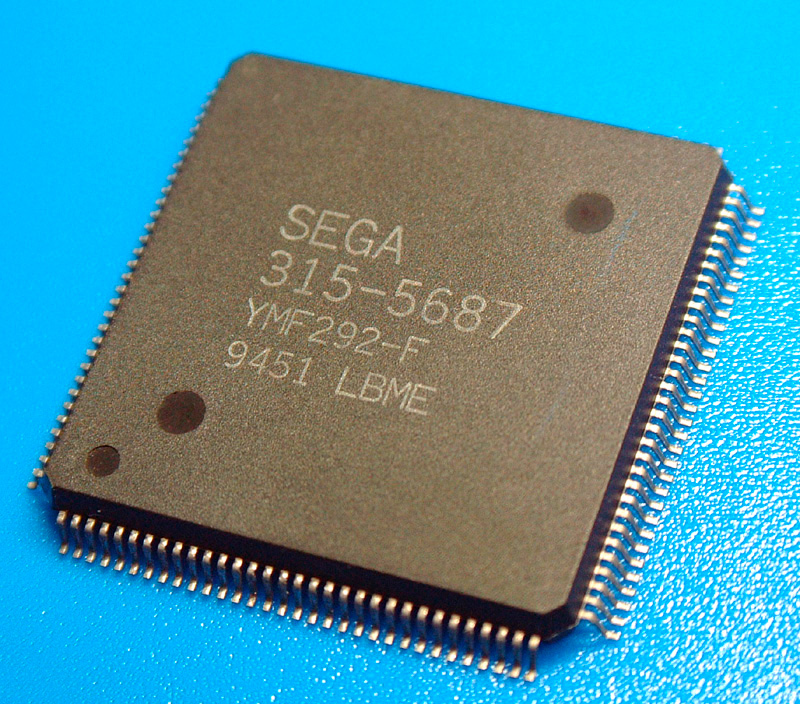
Saturn-ljudprocessorn YMF292. Kompositören Shōji Meguro var missnöjd med hur hårdvaran fick vissa ljud att låta "billiga".

Soul Hackers utvecklades av Atlus till Sega Saturn. Figurerna och demonerna designades av Megami Tensei-seriens figurdesigner Kazuma Kaneko, förutom figuren Nemechi som designades av Masayuki Doi. Art directorn för spelet var Eiji Ishida, och scenariot skrevs av Masumi Suzuki och Yusuke Gonda. Shōji Meguro, Toshiko Tasaki och Tsukasa Masuko komponerade spelets musik; Meguro komponerade omkring 50 låtar, och försökte förmedla spelets cyberpunk-känsla genom en blandning av jazz och techno. Han fann projektet tröttsamt, och var missnöjd med delar av slutresultatet då Sega Saturn-hårdvaran fick en del ljud att låta "billiga". Då spelet är en spinoff hade utvecklarna mer frihet när de utformade det än när de utvecklade Shin Megami Tensei-serien: exempelvis är spelets dungeons utformade för att vara mer öppna än de i tidigare spel; och istället för att demoners nivåer ökar tillsammans med spelarfigurens, finns det ett system som involverar demoners lojalitet gentemot spelaren.
En utökad nyversion av spelet, Shin Megami Tensei: Devil Summoner: Soul Hackers, har utvecklats till Nintendo 3DS. Förändringar inkluderar röstklipp för all dialog, kortare laddningstider, fler animationer i strider, ett snabbare stridssystem, en automatiskt uppdaterad karta som visas på Nintendo 3DS-konsolens nedre skärm, och 30 nya demoner som inte fanns med i Sega Saturn- och Playstation-versionerna. Nintendo 3DS-versionen innehåller även en extra-dungeon som låses upp efter att spelaren har klarat spelet en gång, i vilken han eller hon slåss mot demonframbesvärjare från andra spel i serien: Kyouji Kuzunoha från Shin Megami Tensei: Devil Summoner; och två versioner av Raidou Kuzunoha från Devil Summoner: Raidou Kuzunoha vs. The Soulless Army.

### Lokalisering
Atlus USA hade vid ett tillfälle övervägt en engelskspråkig lokalisering av Playstation-versionen, men det blev av okänd anledning inte av; de lokaliserade dock den senare Nintendo 3DS-versionen. Hela lokaliseringsprojektet tog omkring åtta månader, varav översättningen och redigeringen av texten tog lite mer än en månad att utföra. Atlus USA gjorde inga större förändringar i sin lokalisering, men arbetade efter mantrat "bevara avsikten i första hand och formuleringen i andra hand": exempelvis skrev de egna skämt i humoristiska scener istället för att försöka "tvinga in ett japanskt skämt som inte passar i den engelska texten", men de placerade inga skämt i scener som inte är humoristiska i det japanska originalet.
Vissa förändringar gjordes: Atlus USA arbetade in "faktisk kunskap om datorer" i spelets dialog för att få det att låta mindre amatörmässigt i de fall där spelet försökte låta tekniskt. De valde också att inte spela in röstklipp till de icke spelbara figurer som syns på spelvärldens karta; detta var på grund av att de här figurerna i den japanska versionen bara har två olika röster – en för alla män och en för alla kvinnor – vilket de ansåg vara "ganska löjligt" då alla de här figurerna inte är en och samma person.

## Lansering
Spelet gavs först ut till Sega Saturn den 13 november 1997, och sedan till Playstation den 8 april 1999; de här versionerna gavs enbart ut i Japan. Nyversionen till Nintendo 3DS gavs ut av Atlus den 30 augusti 2012 i Japan och den 16 april 2013 i Nordamerika, och av NIS America den 20 september 2013 i Europa. Spelet har åldersrekommendationerna B (12 år) i Japan, M (17 år) i Nordamerika, 16 år i Europa och M (15 år) i Australien.
Nintendo 3DS-versionen av spelet var tillgänglig i en limited edition i Japan och Nordamerika. Den japanska varianten innehåller, utöver själva spelet, en mapp med en illustration av en gun-type PC, en t-shirt med Spookies-tema och en soundtrack-CD med nygjorda arrangemang av spelets musik. Den nordamerikanska varianten innehåller enbart spelet och soundtrack-CD:n.

## Mottagande
| Mottagande      | Mottagande               |
| Samlingsbetyg   | Samlingsbetyg            |
| Tjänst          | Betyg                    |
| --------------- | ------------------------ |
| Gamerankings    | 75,92 % (30 recensioner) |
| Metacritic      | 74/100 (46 recensioner)  |
| Recensionsbetyg |                          |
| Publikation     | Betyg                    |
| Famitsu         | 32/40 (8, 9, 7, 8)       |
| Game Informer   | 8,75/10                  |
| IGN             | 7,8/10                   |
| Polygon         | 7,5/10                   |
| Destructoid     | 8,5/10                   |
| RPGFan          | 89 %                     |

Spelet har till stor del mottagit positiv kritik från recensenter: recensionssammanställnings-sidorna Gamerankings och Metacritic gav Nintendo 3DS-versionen av spelet betygen 75,92 % respektive 74/100, baserat på 30 respektive 46 recensioner. Den japanska speltidningen Famitsu gav spelet betyget 32/40, med delbetygen 8, 9, 7 och 8.
Datorspelswebbsidan Polygon uppskattade spelets värld och presentation; de kallade det vackert, och sade att det påminde om science fiction-anime från slutet av 1990-talet. Game Informer sade att konceptet att utforska en cyberpunk-stad inte är något nytt, men att de ändå gillade spelets atmosfär. Även IGN uppskattade detta, och kallade blandningen av cyberpunk och mysticism fascinerande. RPGFan uppskattade spelets berättelse, och pekade särskilt ut "vision quest"-sekvenserna, men ansåg att spelet föll kort när det gällde dess bifigurer; de sade att medan Spookies-medlemmarna framträder ofta, är hälften av deras dialog relaterad till att berätta vad som händer istället för att utveckla dem som karaktärer. Även Destructoid och Game Informer uppskattade berättelsen, men höll inte med om Spookies-medlemmarna: Destructoid kallade dem "tidlösa figurer" som var underhållande att umgås med, och sade att bara Hitomi och Nemissa skulle vara tillräckliga för att bära hela spelet; Game Informer kallade den skämtsamma dialogen mellan Hitomi och Nemissa välskriven, och uppskattade spelets fokus på vikten av familj. Polygon kommenterade figuren Beta, som läspar och pratar om hur attraktiv spelarfiguren är varje gång han får en chans; de kallade honom en föråldrad, obehaglig och överdriven karikatyr av feminina homosexuella män, och sade att han distraherar från spelet.
Demonförhandlingen uppskattades av flera recensenter: både Polygon och Destructoid kallade dialogen underhållande, och Game Informer gillade hur förhandlingarna ger ytterligare djup till striderna. Polygon, RPGFan och Game Informer uppskattade alla hur utmanande striderna är: Polygon kommenterade hur striderna mot spelets bossar kräver "försiktigt experimenterande, taktisk analys och massor av helning", och ansåg på grund av hur svåra striderna är att det alltid kändes belönande att klara av dem; och Game Informer sade att de större striderna gav dem en adrenalinrusch och fick dem att tänka och studera sin spelartrupp under varje omgång. Spelets dungeons var en av de mindre uppskattade aspekterna: Polygon kommenterade att de består av att man stirrar på "samma intetsägande och suddiga väggtexturer i timmar", och sade att det blir tjatigt, särskilt i senare delar av spelet då dungeons växer till "monstruösa strukturer" som kräver att spelaren backar tillbaka genom områden som han eller hon redan har besökt. Game Informer sade att det var väldigt tydligt i Soul Hackers att dungeon-design inte var vid sin höjdpunkt år 1997: de kallade spelets dungeons intetsägande, och sade att de flesta platser som spelaren besöker – främst fabriker och lagerlokaler – inte var särskilt spännande. Det fanns dock vissa undantag, såsom konstmuseet där spelaren hoppar in i målningar. De höll inte med Polygon om att det var tjatigt att gå genom redan besökta områden: då möjligheten finns att prata sig ur strider, blev det inte så pass "slitande" som det annars skulle kunna ha varit.
RPGFan var besviken på spelets musik, och kallade den medioker och "inte särskilt minnesvärd". De sade att musiken var passande i de områden den spelades i, men att den bara blev en del av bakgrunden. Destructoid sade att musiken inte är den bästa i genren, men att den passar spelets stämning perfekt. IGN var mer negativa till den och sade att det lät som om musiken "framfördes på en digital motorsåg".

### Försäljning
Sega Saturn-versionen var årets 38:e bäst säljande datorspel i Japan år 1997, med 258 678 sålda exemplar, medan Playstation-versionen var 1999 års 114:e bäst säljande datorspel i Japan, med 137 414 sålda exemplar.
Nintendo 3DS-versionen av Soul Hackers var det näst bäst säljande datorspelet i Japan efter Hatsune Miku: Project Diva F under sin första vecka, med 69 365 sålda exemplar; veckan därpå sjönk det till nionde plats med 12 589 sålda exemplar, och under den tredje veckan sjönk det till sjuttonde plats med 5 910 sålda exemplar. I slutet av 2012 var Nintendo 3DS-versionen årets 101:e bäst säljande datorspel i Japan, med 90 085 sålda exemplar. I januari 2014 hade dessutom 36 000 exemplar av spelet sålts i Nordamerika sedan det gavs ut i den regionen i april 2013. Under sin debutvecka i Europa - som slutade en dag efter spelets utgivningsdatum i den regionen - var Nintendo 3DS-versionen det åttonde bäst säljande datorspelet i Storbritannien och Irland.

## Musik
Soundtrack-albumet Devil Summoner: Soul Hackers - Original Soundtracks gavs ut den 24 april 1998 av King Records. Ett andra album, Devil Summoner: Soul Hackers - Hyper Rearrange, gavs ut den 22 maj 1998, även det av King Records. Det innehåller arrangemang av Terukazu Hiroki och QUPE, och sång av Breez, Le Chien Noir, Takako Suzuki, Yumiko Hagiwara och Clyde Williams Jr..
| 1.           | Algon NS Building (Vision Quest)   | 1:55  |
| 2.           | Algon NS Building (Reality)        | 2:01  |
| 3.           | Bay Warehouse Streets              | 0:38  |
| 4.           | Bay Warehouse                      | 0:46  |
| 5.           | Astronomy Museum                   | 1:39  |
| 6.           | Amami Airport (Vision Quest)       | 1:22  |
| 7.           | Amami Airport (Reality)            | 2:00  |
| 8.           | Virtual Art Gallery (Lobby)        | 1:22  |
| 9.           | Virtual Art Gallery (Cave)         | 0:42  |
| 10.          | Virtual Art Gallery (Chess)        | 1:40  |
| 11.          | Virtual Art Gallery (Dolphin)      | 1:05  |
| 12.          | Virtual Art Gallery (Strange Area) | 0:38  |
| 13.          | Leon Automotive (Electricity Off)  | 1:14  |
| 14.          | Leon Automotive (Electricity On)   | 1:01  |
| 15.          | Virtual Tour                       | 1:09  |
| 16.          | Amami Float                        | 2:19  |
| 17.          | Virtual Horror House               | 2:49  |
| 18.          | Akane Mall                         | 1:28  |
| 19.          | Algon Spirit Worker                | 2:26  |
| 20.          | Futagamikado Basement              | 1:58  |
| 21.          | Algon Headquarters                 | 3:10  |
| 22.          | Amami Monolith                     | 1:27  |
| 23.          | Manitou Dungeon                    | 2:17  |
| 24.          | Sea Arc                            | 1:16  |
| 25.          | Sea Arc 11F (Extra Dungeon)        | 1:54  |
| 26.          | Virtual Park                       | 2:35  |
| 27.          | Human Brain Research               | 2:14  |
| 28.          | Amami Bypass                       | 1:17  |
| 29.          | Paradigm X (Usual)                 | 0:58  |
| 30.          | Paradigm X (Otherworld)            | 0:46  |
| 31.          | Affinity Love Club                 | 1:27  |
| 32.          | Dungeon Q                          | 0:44  |
| 33.          | Video Muscle                       | 1:42  |
| 34.          | Picture Gallery Radder             | 1:58  |
| 35.          | Automata                           | 1:02  |
| 36.          | Drug Gear                          | 1:06  |
| 37.          | Hakkaku Liquor Store               | 1:12  |
| 38.          | Thai Eatery Sawamura               | 1:03  |
| 39.          | Somatic Energy Institute           | 0:55  |
| 40.          | Forum 1                            | 1:17  |
| 41.          | Forum 2                            | 1:18  |
| 42.          | Kingdom House                      | 1:16  |
| 43.          | Service Counter                    | 1:22  |
| 44.          | Virtual Club                       | 1:42  |
| 45.          | Airvision                          | 0:55  |
| 46.          | Paradigm Bank                      | 1:38  |
| 47.          | Boutique                           | 1:46  |
| 48.          | House of Fortune Telling           | 1:31  |
| 49.          | EL-115                             | 1:31  |
| 50.          | Hotel Gomaden                      | 2:52  |
| Total längd: | Total längd:                       | 76:23 |

| 1.           | Opening Music                      | 1:39  |
| 2.           | Prologue 1                         | 1:51  |
| 3.           | Prologue 2                         | 2:01  |
| 4.           | Redman                             | 0:55  |
| 5.           | Home                               | 1:36  |
| 6.           | 2D Field                           | 1:36  |
| 7.           | Hideout                            | 0:51  |
| 8.           | Suspicious Occasion                | 1:18  |
| 9.           | Finnegan's Entrance                | 1:15  |
| 10.          | Urabe's Death                      | 0:48  |
| 11.          | Possession by Nemissa              | 1:18  |
| 12.          | Constellation Proposing a Question | 0:56  |
| 13.          | Boss Event End                     | 1:11  |
| 14.          | Kuzunoha Family Event              | 1:20  |
| 15.          | Shuttle                            | 0:41  |
| 16.          | ID Deletion                        | 1:17  |
| 17.          | Horror House Organ                 | 0:53  |
| 18.          | Horror House Trauma                | 1:11  |
| 19.          | Tension                            | 0:45  |
| 20.          | Spookies                           | 1:06  |
| 21.          | Chinese Restaurant                 | 0:56  |
| 22.          | 2D Field 2                         | 1:08  |
| 23.          | Terminal                           | 1:00  |
| 24.          | Heal Spot                          | 1:02  |
| 25.          | Love Club Results                  | 1:01  |
| 26.          | Leader's Death                     | 2:05  |
| 27.          | Final Event 1                      | 1:16  |
| 28.          | Final Event 2                      | 1:31  |
| 29.          | Staff Roll                         | 3:20  |
| 30.          | Epilogue 1                         | 1:12  |
| 31.          | Epilogue 2                         | 0:57  |
| 32.          | Game Over                          | 0:35  |
| 33.          | Battle Conversation                | 1:18  |
| 34.          | Common Battle                      | 1:01  |
| 35.          | Urabe Battle                       | 1:19  |
| 36.          | Yuda Battle                        | 1:48  |
| 37.          | Naomi Battle                       | 1:00  |
| 38.          | Event Battle 1                     | 0:44  |
| 39.          | Event Battle 2                     | 1:19  |
| 40.          | Boss Battle 1                      | 1:13  |
| 41.          | Boss Battle 2                      | 1:51  |
| 42.          | Frost Battle                       | 1:23  |
| 43.          | Treasure Chest Battle              | 2:24  |
| 44.          | Tone-Deaf                          | 0:08  |
| 45.          | Frog                               | 0:21  |
| 46.          | Happiness                          | 0:21  |
| 47.          | Classic                            | 0:11  |
| 48.          | Sexy                               | 0:14  |
| 49.          | Dance                              | 0:11  |
| 50.          | Enka                               | 0:12  |
| 51.          | Exit Accompaniment                 | 0:12  |
| 52.          | Rock                               | 0:09  |
| 53.          | River                              | 0:11  |
| 54.          | River (Minigame)                   | 0:59  |
| Total längd: | Total längd:                       | 59:00 |

| 1.           | Soul Runnaz (Secret Base)               | Terukazu Hiroki | Breez              | 5:10  |
| 2.           | Hard F (Airport)                        | QUPE            |                    | 3:04  |
| 3.           | Shoot, I Should Have "Dear" ED (Battle) | Terukazu Hiroki |                    | 5:24  |
| 4.           | EL115                                   | Terukazu Hiroki | Breez              | 5:48  |
| 5.           | Ruins                                   | Terukazu Hiroki |                    | 5:30  |
| 6.           | Mad Poco (Amami Bypass)                 | QUPE            |                    | 4:52  |
| 7.           | Le Monde á Glace (Algon HQ)             | Terukazu Hiroki | Le Chien Noir      | 5:32  |
| 8.           | Snow in Jamaica (Frost Battle)          | Terukazu Hiroki | Takako Suzuki      | 4:52  |
| 9.           | R-amb Re-mix (Chess by the Window)      | QUPE            |                    | 5:29  |
| 10.          | Transvestite (Boutique)                 | Terukazu Hiroki | Yumiko Hagiwara    | 5:14  |
| 11.          | Home                                    | Terukazu Hiroki | Clyde Williams Jr. | 5:34  |
| 12.          | Amami-City (2D)                         | QUPE            |                    | 3:30  |
| Total längd: | Total längd:                            | Total längd:    | Total längd:       | 59:53 |

## Annan media
Ett digitalt uppslagsverk, Devil Summoner: Soul Hackers - Akuma Zensho Dainishū, med information om och bilder av demonerna i spelet släpptes till Sega Saturn den 23 december 1997 i Japan. En roman, Devil Summoner: Soul Hackers - Shito Kourin, skrevs av Osamu Makino och gavs ut i mars 1998 av ASCII Corporation. En illustrerad roman, Devil Summoner: Soul Hackers - Nightmare of the Butterfly, skrevs av Shin'ya Kasai och gavs ut i april 1999, även den av ASCII Corporation. Kadokawa Shoten gav ut en manga baserad på Soul Hackers i två volymer den 17 mars 1999 och den 30 augusti 1999. Atlus och Bbmf utvecklade två datorspel baserade på Soul Hackers till mobiltelefoner: strategi-datorrollspelet Devil Summoner: Soul Hackers - Intruder, som gavs ut den 7 februari 2008 och utspelar sig efter Soul Hackers; och datorrollspelet Devil Summoner: Soul Hackers - New Generation, som gavs ut den 13 augusti 2008.

### Fotnoter
1. ↑  Svenska: "Fantomsällskapet".
2. ↑  Japanska: Debiru Samanā Sōru Hakkāzu Akuma Zensho Dainishū (デビルサマナー ソウルハッカーズ 悪魔全書 第二集?)
3. ↑  Japanska: Debiru Samanā Sōru Hakkāzu Shito Kourin (デビルサマナー ソウルハッカーズ 死都光臨?)
4. ↑  Japanska: Debiru Samanā Sōru Hakkāzu Nightmare of the Butterfly (デビルサマナー ソウルハッカーズ―Nightmare Of The Butterfly?)
5. ↑  Japanska: Debiru Samanā Sōru Hakkāzu Intruder (デビルサマナー ソウルハッカーズ Intruder?)
6. ↑  Japanska: Debiru Samanā Sōru Hakkāzu New Generation (デビルサマナー ソウルハッカーズ NEW GENERATION?)